# Torsten Albig
Torsten Albig (født 25. maj 1963 i Bremen) er en tysk politiker (SPD). Han var ministerpræsident i den nordtyske delstat Slesvig-Holsten fra 2012 til 2017. Før var han overborgermester i delstatens hovedstad Kiel.
Albig studerede retsvidenskab i Bielefeld og blev i 1992 ansat i den slesvig-holstenske skatteadministration. Senere arbejdede han blandt andet i den tyske finansministeriums ledelse, i socialdemokraternes planlægningsstab og som talsmand for Dresdner Bank. Fra februar 2006 til maj 2009 var han talsmand for den tyske finansminister Per Steinbrück og fra 2009 til 2012 var han overborgermester i delstatens hovedstad Kiel. Fra 12. juni 2012 er han leder af en koalitionsregering bestående af SPD, De Grønne og SSW i delstaten Slesvig-Holsten. Han tabte dog landdagsvalget i 2017 og blev efterfulgt af Daniel Günther fra CDU som ministerpræsident den 28. juni 2017.
Han er gift, har to børn og er bosat i Kiel.